# Ковачич, Виктор
Виктор Ковачич (хорв. Viktor Kovačić; 28 июля 1874, Рогашка-Слатина — 21 октября 1924, Загреб) — хорватский архитектор, которого часто называют «отцом современной хорватской архитектуры».

## Биография
Виктор Ковачич родился в 1874 году в Лочендоле, недалеко от Рогашка-Слатины, на территории современной Словении. После окончания ремесленной школы в австрийском Граце в 1891 году, в возрасте 17 лет, он приехал в Загреб, где проходил стажировку в местных строительных компаниях.
Ковачич также изучал архитектуру в Академии изобразительных искусств в Вене, а в 1899 году открыл собственную студию в Загребе. В 1906 году он стал соучредителем Клуба хорватских архитекторов. С 1920 года Ковачич работал в Инженерном колледже (Высшая техническая школа) в Загребе, став профессором в 1922 году. Виктор Ковачич умер в Загребе 21 октября 1924 года.

## Работы

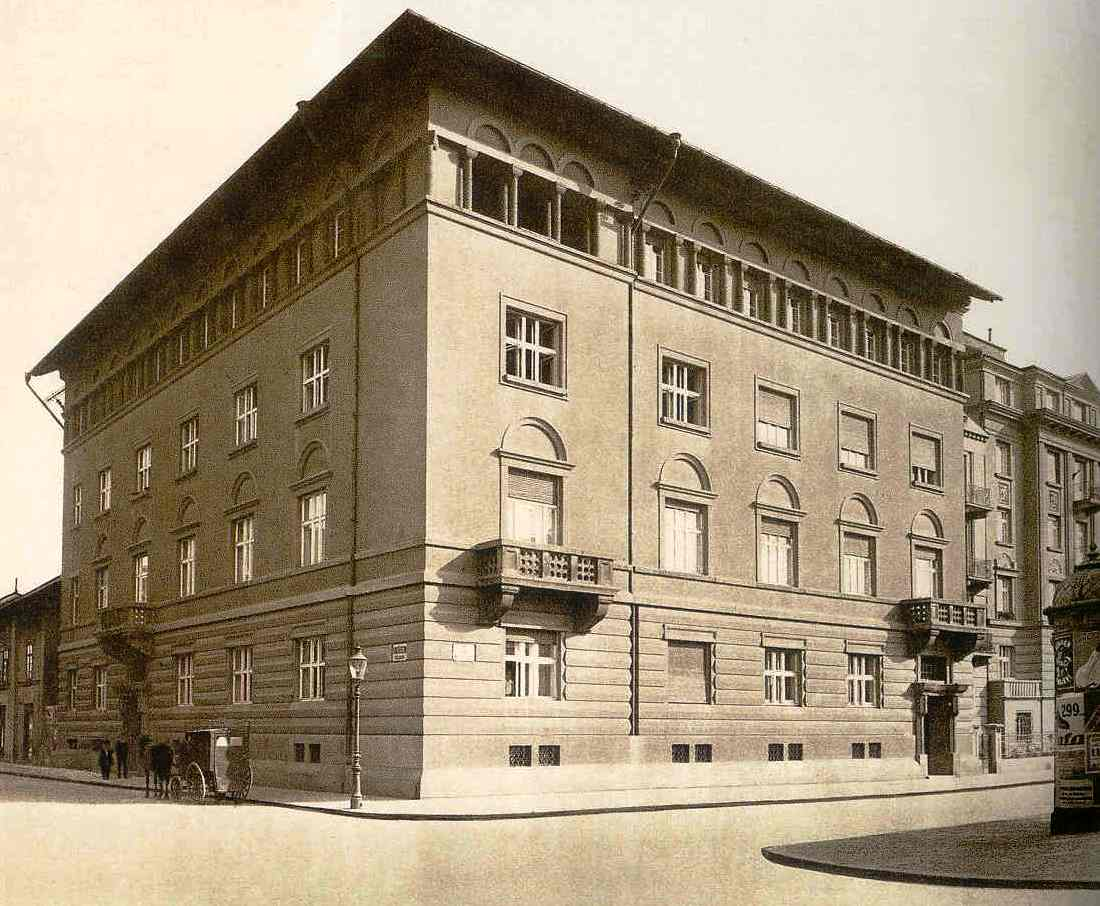
Дом Франка (1913—1914)

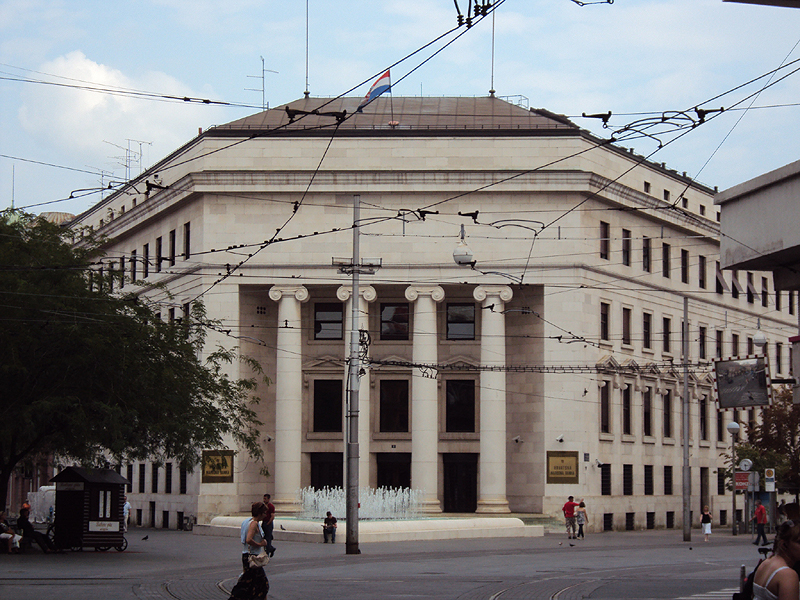
Здание Хорватского народного банка (HNB) в Загребе, архитектор Виктор Ковачич, 1924 год.

Современная хорватская архитектура сформировалась под влиянием Виктора Ковачича, который первым в стране выступил против историзма в искусстве и защищал идею о том, что архитектура должна быть индивидуальной и современной, но вместе с тем практичной и комфортной. С 1930-х годов работы «Загребской архитектурной школы» стали отображать их собственный стиль, для которого характерно слияние двух противоположных направлений в архитектуре того времени — функционалистского и органического. Строения, созданные Ковачичем, отличаются тонкой чистотой редуцированных элементов историзма, как, например, в монументальном здании Загребской фондовой биржи, возведённом в 1924 году. Ныне там располагается штаб-квартира Хорватского народного банка.

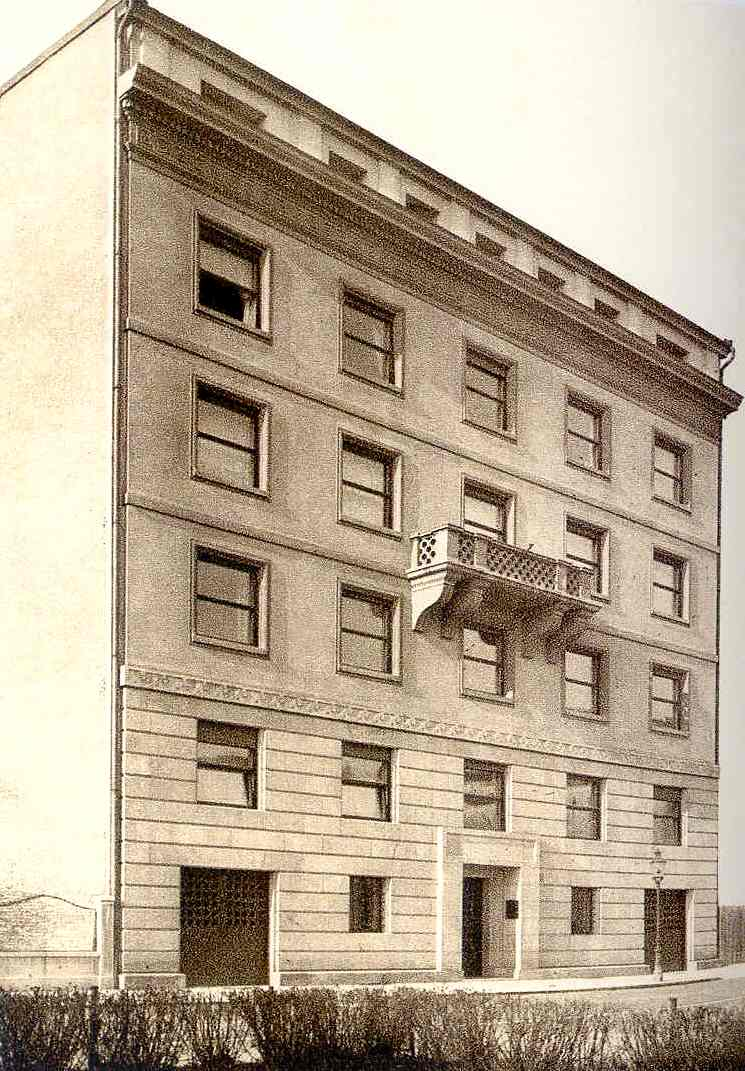
Дворец Славекс

К наиболее важным работам Ковачича в Загребе относятся церковь Святого Власия (1910—1913), здание Загребской фондовой биржи (1923—1927), вилла Франгеш (1910—1911), дом Франка (1913—1914), реконструкция Иезуитской площади (совместно с Хуго Эрлихом), вилла Фрёлих (1919—1920) и дворец Славекс (1920).

## Награды
В 1925 году, через год после своей кончины, Ковачич был посмертно удостоен Гран-при в области искусств и ремёсел на Всемирной выставке в Париже.

## Признание
После Второй мировой войны Премии за заслуги среди архитекторов Хорватии было присвоено имя Виктора Ковачича.
Ателье Ковачича по адресу улица Масарик, 21 открыто для публики как часть Загребского городского музея. По состоянию на 2021 год оно было временно закрыто из-за ущерба, нанесённого загребским землетрясением 2020 года.